# Universo di Hunger Games
L'universo di Hunger Games è un mondo fittizio in cui si svolgono le vicende raccontate nella trilogia di Hunger Games scritta da Suzanne Collins.

## Gli Hunger Games
Ogni anno, a partire dai Giorni Bui (74 anni prima del primo libro), Capitol City organizza un evento chiamato "Hunger Games" (letteralmente, "giochi della fame"). I Giochi consistono in un combattimento tra ventiquattro ragazzi e ragazze tra i 12 e i 18 anni, in cui solo uno sopravvive ed esce vincitore. I concorrenti, un maschio e una femmina per ogni Distretto, detti Tributi, vengono estratti a sorte. I Giochi vengono inoltre trasmessi sulla TV nazionale, come fossero un reality show. Come affermato in La ragazza di fuoco e come mostrato in una scena tagliata del suo adattamento cinematografico, Capitol City aveva piani per secoli di Hunger Games.

### La mietitura
Quando un abitante dei Distretti compie 12 anni, il suo nome viene automaticamente inserito nella lista dei sorteggiabili. Ogni anno, fino ai diciotto, il nome viene inserito altre volte, così il nome di un dodicenne appare una volta, quello di un tredicenne due, e così via. Molte famiglie vivono in povertà, e possono procurarsi il cibo solo grazie alle "tessere" che il governo fornisce; i figli possono richiedere più tessere iscrivendosi più di una volta, ma questo significa che, per ogni tessera richiesta, il suo nome apparirà una volta in più. Katniss, ad esempio, a dodici anni aveva già quattro nomine, una per legge e tre per le tre tessere chieste per sé, la madre e la sorella, e a 16, quando inizia la narrazione, arriva ad avere in tutto 20 tessere. Gale, pur avendo pochi anni in più di Katniss, ne ha 42.
Il giorno della mietitura, dei portavoce di Capitol City, noti come “accompagnatori”, visitano i Distretti e pescano i nomi dei Tributi dalle due bocce di vetro, una per i maschi e una per le femmine, in cui sono inseriti i foglietti coi nomi. L'accompagnatrice del Distretto 12 è Effie Trinket. Quando il nome di un tributo è stato estratto, un altro ragazzo o ragazza può offrirsi volontario al suo posto. Questo avviene generalmente nei distretti ricchi, in cui i ragazzi si allenano per anni per poi offrirsi volontari.
Subito dopo la mietitura, i tributi vengono portati a Capitol City. Lì, un team di stilisti li prepara per la loro apparizione in TV. Uno degli stilisti disegna il costume che metteranno alla parata dei tributi, che generalmente è correlato a ciò che produce il distretto di provenienza dei ragazzi. 
Alla cerimonia di apertura, ogni coppia di tributi sale su un carro trainato da quattro cavalli che li porterà fino all'Anfiteatro cittadino. Dopodiché, vengono scortati al centro di addestramento, dove vivranno fino all'inizio dei Giochi.
Dal giorno successivo, iniziano ad allenarsi e a progettare delle strategie coi loro mentori, scelti tra i vincitori delle passate edizioni. Katniss e Peeta hanno entrambi Haymitch Abernathy (perché è l'unico vincitore del Distretto 12 ancora in vita).
L'ultimo giorno degli allenamenti, ogni tributo mostra le sue abilità a una giuria, tra cui figurano anche gli Strateghi (che si occupano di organizzare i Giochi, e durante il loro svolgimento fanno da supervisori), e riceve un punteggio che va da 1 a 12. I punteggi sono comunicati in televisione e servono anche ad attrarre sponsor, che si prodigheranno per chi ha punteggi più alti e quindi maggiori probabilità di sopravvivere. La sera, i tributi partecipano ad un'intervista con Caesar Flickerman.

### I Giochi
Prima di entrare nell'arena, ai tributi viene impiantato nell'avambraccio un localizzatore, in modo che gli Strateghi possano sempre sapere in quale punto dell'arena si trovano.
Ogni anno viene costruita una nuova arena, e le arene degli anni precedenti diventano attrazioni turistiche per gli abitanti di Capitol City.
I tributi vengono trasportati fino all'arena con un hovercraft, poi entrano nella "Camera di Lancio", che si trova sotto l'arena. Dalla camera di lancio, vengono portati in superficie da ascensori circolari, che si fermano intorno al gigantesco corno dorato con la coda ricurva detto Cornucopia. Allo scadere di un conto alla rovescia, che dura 60 secondi, hanno inizio i Giochi. La maggior parte dei tributi corrono o verso la Cornucopia, per trovare armi e provviste, o verso l'esterno, per nascondersi ed evitare di essere uccisi subito. Più gli oggetti sono di valore, più si trovano vicini alla Cornucopia. Generalmente questa corsa agli approvvigionamenti provoca una battaglia, detta "Bagno di sangue", in cui vari tributi muoiono.
Molte volte, un gruppo di tributi ben addestrati si allea per uccidere quelli che invece restano da soli, fino a quando sono costretti ad ammazzarsi a vicenda. L'alleanza viene stretta già prima dell'inizio dei Giochi, e di solito ne fanno parte i Favoriti, ossia quelli dei Distretti 1, 2 e 4.
Se uno dei tributi evita di combattere, non si muove abbastanza o arriva troppo vicino ai confini dell’arena, gli Strateghi creano dei diversivi per farlo tornare indietro e divertire il pubblico. Un altro modo per far incontrare i tributi è quello che gli Strateghi chiamano un “festino”, organizzato nei pressi della Cornucopia, in cui vengono esposti armi e provviste supplementari. Generalmente avviene quando il cibo è scarso, o quando i tributi hanno forte bisogno di qualcosa. I festini in verità non servono ad altro che a far scoppiare una battaglia.
L'ultimo tributo che resta in vita è il vincitore. Dopo i Giochi, il vincitore riceve le cure mediche di cui ha bisogno per riprendersi e viene poi incoronato dal Presidente di Panem durante una cerimonia pubblica.
Alla fine dei festeggiamenti il vincitore torna al suo Distretto e va a vivere in un'area detta "Villaggio dei Vincitori", in cui le case sono ben arredate ed hanno acqua calda e telefono. Tutti gli abitanti del Villaggio dei Vincitori ricevono pacchi di cibo extra ed altra merce per un anno. Sei mesi dopo la fine dei giochi, il vincitore gira tutti dodici i distretti, partendo dal 12 e arrivando a Capitol City. Il tour termina sempre nel Distretto di provenienza del vincitore, che viene saltato. In ogni Distretto si tiene una festa e una cena con le autorità.
Sembrano non esserci regole ufficiali per i Giochi, tranne quella che impone che i tributi non scendano dai cerchi metallici che li trasportano sull'arena prima che siano passati i 60 secondi: in caso contrario, il malcapitato viene fatto saltare in aria dalle mine che circondano il cerchio. Nel primo romanzo Katniss dice che il cannibalismo non è ben visto, anche se non c'è nessuna regola scritta in proposito che lo consenta o lo vieti.
Durante i 74esimi Hunger Games, viene introdotta una nuova regola, secondo la quale se gli ultimi due tributi restanti fossero stati dello stesso Distretto sarebbero stati incoronati entrambi vincitori. Tuttavia, quando Peeta e Katniss sono gli unici due rimasti vivi, la regola viene revocata. Katniss e Peeta minacciano quindi di suicidarsi entrambi con delle bacche velenose, ma gli Strateghi li fermano. Il gesto però non passa inosservato e fa infuriare il Presidente Snow per aver contravvenuto alle regole dei Giochi e sovvertito il potere di Capitol City.

### Edizioni della Memoria
L’Edizione della Memoria si celebra ogni 25 anni, e servono per ricordare alcuni aspetti della ribellione prima dei Giorni Bui. Ogni Edizione della Memoria ha delle regole speciali scritte alla fine dei Giorni Bui, lette dal Presidente di Panem in diretta televisiva dopo l'estrazione della busta corrispondente. Il fatto che le regole siano state veramente preparate con così tanto anticipo venne messo in seguito in discussione da Katniss, vista la convenienza politica delle regole della terza Edizione della Memoria.
Oltretutto, in La Ballata dell'Usignolo e del Serpente, che ebbe luogo dieci anni dopo che quelle regole furono scritte, non c'è alcun accenno alle Edizioni della Memoria, gettando ulteriori dubbi sul fatto che esse fossero intese fin dall'inizio dei giochi stessi.
Per la prima Edizione della Memoria (i 25esimi Hunger Games), venne abolita l'estrazione dei nomi dei tributi. Per ricordare ai Distretti che i loro figli morivano perché avevano dato inizio alla ribellione, i tributi vennero scelti con una votazione.
Alla seconda Edizione della Memoria, invece di due tributi per ogni distretto ne furono sorteggiati quattro, per ricordare che durante la rivolta morirono due abitanti dei Distretti per ogni cittadino di Capitol City. Il vincitore di quell'edizione è stato Haymitch Abernathy, che scoprì l'esistenza del campo di forza attorno all'arena e lo usò a suo favore.
Alla terza Edizione della Memoria, narrata ne La ragazza di fuoco, i tributi vengono sorteggiati tra i vincitori ancora in vita, che sono 59, per ricordare che nemmeno i più forti dei Distretti possono sperare di prevalere su Capitol City.  Questa Edizione della Memoria non ha un vincitore, perché Katniss, Peeta ed altri tributi si alleano con l'intenzione di distruggere l'arena e scappare. Alcuni di loro vengono salvati dai ribelli del Distretto 13, mentre Peeta, Enobaria e Johanna vengono catturati da Capitol City.

### Arene
L'arena è il luogo in cui si svolgono gli Hunger Games. La localizzazione e conformazione dell'arena cambiano ogni anno, e ognuna è circondata da un campo di forza che impedisce interventi esterni o la fuga di qualche Tributo. Le arene delle passate edizioni hanno contenuto vulcani, prati, boschi, deserti e addirittura le rovine di una città abbandonata. Dopo essere stata usata, l'arena rimane come attrazione turistica per gli abitanti di Capitol City. Al centro di ogni arena vi è una Cornucopia, una costruzione di metallo dorato che accoglie provviste, armi e altri oggetti utili per la sopravvivenza, e presso la quale si svolge, usualmente, il bagno di sangue iniziale.
Gli Strateghi hanno il completo controllo dell'arena e possono creare qualsiasi pericolo vogliano. In Hunger Games appiccano il fuoco alla foresta per far tornare indietro Katniss, e possono alternare giorno e notte e modificare il clima a loro piacimento, introdurre animali geneticamente modificati (detti ibridi), scatenare tempeste di fulmini, liberare gas tossici e così via. Ne La ragazza di fuoco l'arena è strutturata come un grande orologio e ad ogni ora gli Strateghi scatenano un nuovo pericolo in un certo spicchio del terreno di gioco. Inoltre, l'arena-orologio può anche ruotare, per disorientare i tributi. L'Arena è inoltre disseminata di telecamere nascoste, usate più che altro per riprese televisive, dato che gli Strateghi hanno a disposizione una mappa completa dell'Arena su cui, grazie ai localizzatori impiantati nei contendenti, possono determinarne con precisione posizioni e spostamenti.
Le arene delle Edizioni della Memoria sono solitamente più spettacolari delle altre. Dopo la guerra che pone fine alla dittatura, le arene vengono distrutte e sostituite da monumenti alla memoria.

#### Dai 1° ai 10° Hunger Games
Almeno fino alla decima edizione, gli Hunger Games si sono tenuti nello stesso luogo: un anfiteatro fatiscente e in rovina che prima dei Giorni Bui era stato utilizzato per eventi sportivi, di intrattenimento e militari, in cui i tributi avrebbero dovuto combattere con le poche armi messe a disposizione (all'epoca la povertà di Capitol lo imponeva). Durante i decimi Hunger Games, tuttavia, il paesaggio dell'arena fu alterato quando un bombardamento aprì l'accesso ai tunnel sottostanti; sebbene fornirono ai tributi nascondigli efficaci, per colpa di essi i giochi vennero notevolmente rallentati, costringendo il capo degli Strateghi di allora, Volumnia Gaul, a liberare nello stadio degli ibridi serpente che uccisero gran parte dei tributi. La vincitrice dei decimi Hunger Games, Lucy Gray Baird, sopravviverà proprio per essere rimasta nascosta per gran parte del tempo e per al fatto che i serpenti non la attaccarono, conoscendo il suo odore grazie a Coriolanus Snow.

#### Dagli 11° ai 24° Hunger Games
Dopo i decimi Hunger Games, l'anfiteatro venne abbandonato e gli Strateghi cominciarono a usare come arene ambienti naturali già esistenti, città bombardate e altri luoghi simili.

#### 25° Hunger Games
Sebbene i dettagli della prima Edizione della Memoria siano sconosciuti, fu la prima volta che gli Strateghi costruirono un'arena vera e propria per gli Hunger Games. Peeta ipotizzò che il vincitore di questa edizione fosse morto al momento dei 75° Hunger Games, poiché Effie mostrò a lui e a Katniss solo i nastri dei giochi dei vincitori viventi, e il 25° non era tra questi.

#### 49° Hunger Games
Nominata in L'alba sulla mietitura, questa arena viene descritta come un "nido di specchi". Pressoché ogni cosa infatti era coperta da superfici riflettenti, pensate per disorientare i tributi e confonderli mentalmente. I laghi riflettevano il cielo e i massi, le caverne e le scogliere erano ricoperti di specchi, così come le nuvole e l'abbigliamento dei tributi. Erano presenti anche degli ibridi, degli scarabei luccicanti che uccidevano i tributi soffocandoli. La vincitrice dei quarantanovesimi Hunger Games fu Wiress, che riuscì a capire il funzionamento dell'arena guardando i "fasci di luce". Gli Strateghi considerarono questa arena un fallimento, vergognandosi di essere stati superati in astuzia da una ragazza di uno dei distretti.

#### 50° Hunger Games
Nominata in La ragazza di fuoco e descritta con particolarità in L'alba sulla mietitura, questa arena era una costruzione a forma di occhio, con la Cornucopia che fungeva da pupilla, a simboleggiare il modo in cui Capitol City teneva sempre d'occhio Panem e i suoi distretti. Era costituita da un prato in fiore che si estendeva per chilometri, circondato da foreste di alberi da frutto e da una montagna innevata. Pressoché ogni cosa, tuttavia, era mortale: ogni forma di cibo, l'acqua e persino il profumo di alcuni fiori, se respirato direttamente, era mortalmente velenosa, e la montagna in seguito si rivelò essere un vulcano, la cui cenere era costituita da un gel che provocava ustioni chimiche. Anche gli animali apparentemente innocui, come gli scoiattoli, le farfalle e alcuni uccelli simili a colibrì, si comportavano da predatori attaccando in branco. All'estremo nord, appena fuori dal bosco, l'arena conteneva anche un fitto labirinto di siepi a forma di V, che impediva ai tributi di avvicinarsi troppo alla sua fine, una scogliera circondata da un campo di forza. Le uniche fonti di cibo e bevande sicure nell'arena erano l'acqua piovana e il cibo della Cornucopia. Il vincitore dei cinquantesimi Hunger Games fu Haymitch Abernathy, che usò proprio il campo di forza che circondava l'arena a suo vantaggio.

#### 70° Hunger Games
Poco si sa di questa edizione, tranne che, durante l'ultimo giorno, gli Strateghi provocarono un terremoto che ruppe una diga, inondando gran parte dell'arena e uccidendo la quasi totalità dei tributi rimasti. Annie Cresta, che proveniva dal Distretto 4, fu l'unica che riuscì a sopravvivere grazie alle sue abilità di nuotatrice.

#### 73° Hunger Games
Non presente nei libri ma che fa una breve apparizione nel primo adattamento cinematografico, l'arena dei settantatreesimi Hunger Games era una città in rovina.

#### 74° Hunger Games
L'arena era costituita da una fitta foresta di alti alberi, poche radure e un campo di erba alta. La Cornucopia è posizionata in una radura vicino a un lago. A parte quest'ultimo, vi sono poche fonti d'acqua; solo un ruscello e uno stagno. Le zone nei pressi del ruscello risultano essere ricche di rocce e anfratti, in uno dei quali Katniss e Peeta si rifugiano per giorni. La fauna non risulta aggressiva, fatta eccezione per gli aghi inseguitori (enormi vespe che iniettano un veleno che provoca allucinazioni e anche la morte), usati anche da Katniss facendo cadere il loro nido su una ragazza del Distretto 1, e gli ibridi introdotti dagli Strateghi per il "Gran Finale" dell'edizione.

#### 75° Hunger Games
L'arena era costituita da un piccolo lago di acqua salata circondato da una fitta giungla. Dall'isola al centro del lago partivano dodici raggi che dividevano il lago e l'arena in parti uguali, in modo simile ad un orologio. Ad ogni ora uno dei settori veniva attivato, scatenando diversi fenomeni ideati dagli Strateghi (con ciascun settore che quindi si attivava due volte al giorno all'ora stabilita):
- 12-1: Fulmini che colpiscono un solo grande albero.
- 1-2: Pioggia di sangue.
- 2-3: Nebbia corrosiva.
- 3-4: Ibridi scimmia (che nel film assomigliano a dei mandrilli).
- 4-5: Ghiandaie chiacchierone che torturano i tributi con le urla dei loro cari.
- 6-7: Ibrido sconosciuto, chiamato da Peeta "la Bestia".
- 10-11: Un enorme maremoto che sommerge l'intero settore.
- 11-12: Sconosciuto; dal suono ticchettante, i tributi hanno sospettato che potesse trattarsi di ibridi insetto dotati di tenaglie.

La Cornucopia era posta sull'isola al centro, e le uniche fonti di acqua potabile e di cibo erano i grossi alberi della giungla e alcuni molluschi nel lago. Questa è l'unica edizione senza un vincitore, in quanto il campo di forza dell'arena viene distrutto da Katniss utilizzando, come nel piano dettato da Beetee, l'energia del fulmine che colpisce l'albero nel primo settore.

#### "76° Hunger Games"
I 76esimi Hunger Games sono giochi non ufficiali che si sono svolti perlopiù nelle parti distrutte di Capitol City, nelle fogne e nella metropolitana di Capitol City quando i ribelli cercano di attaccare la città. Vennero così chiamati da Katniss Everdeen e Finnick Odair, i quali, dopo aver visto una mappa olografica della città contrassegnata da Baccelli (armi nascoste progettate per difendere Capitol City da una possibile invasione), riconobbero immediatamente la sua somiglianza con un'arena degli Hunger Games e paragonarono la battaglia imminente ai 76° Hunger Games. Sopravviveranno solo Katniss, Peeta, Gale, Cressida e Pollux.

#### Altre
Nei libri vengono menzionate anche altre arene, seppur sia sconosciuto in quali edizioni degli Hunger Games siano apparse.
- Qualche anno prima dei 50° Hunger Games, gli Strateghi prepararono un'arena che si sarebbe oscurata senza alcun preavviso, con donnole nere dotate di denti aguzzi che saltavano fuori dalle ombre per attaccare i tributi.
- Nel primo libro si accenna ad un'arena gelida e senza legna da ardere, probabilmente una tundra ghiacciata. Il pubblico di Capitol City considerò l'edizione in cui comparve deludente, dal momento che la quasi totalità dei tributi morì rannicchiata su sé stessa e congelata.
- Sempre nel primo libro, si accenna ad un'arena desertica, in cui molti tributi vennero uccisi da serpenti velenosi o impazzirono per la sete.

### Il Tour della Vittoria
Il Tour della Vittoria è un viaggio che compie il vincitore degli Hunger Games attraverso tutti i Distretti di Panem. Si tiene sei mesi dopo la vittoria. Di solito il Tour della Vittoria inizia dal Distretto 12 e poi, in ordine decrescente, si arriva al Distretto 1. Il distretto del vincitore viene saltato, e tenuto per ultimo. Dopo i festeggiamenti il vincitore torna al suo Distretto per festeggiare con il resto della popolazione. La festa è pagata da Capitol City.

## Fauna di Panem
- Fagiano testagrigia: Il fagiano testagrigia è un uccello selvatico grande quanto un tacchino. È commestibile. Katniss ne cattura uno durante gli Hunger Games, e Rue dice che si trovano facilmente nel Distretto 11.

- Ghiandaia chiacchierona: Le ghiandaie chiacchierone sono piccoli uccelli neri creati da Capitol City durante i Giorni Bui per essere usati come spie nei Distretti.[11] Questi uccelli, che sono solo maschi, riuscivano a ricordare e riferire i discorsi, così Capitol City poteva sapere cosa dicevano i ribelli. Quando il trucco fu scoperto, i ribelli iniziarono a raccontare menzogne, così Capitol City dovette lasciare gli uccelli, ormai non più utili, a sé stessi. I maschi, però, si accoppiarono con delle femmine di mimo e crearono una nuova razza detta ghiandaia imitatrice.

Durante la terza Edizione della Memoria, le ghiandaie chiacchierone vengono usate nello spicchio dell'arena che va dalle quattro alle cinque per replicare la voce di persone care ai tributi con lo scopo di traumatizzarli.
- Aghi inseguitori: Gli aghi inseguitori sono delle vespe dorate geneticamente modificate create da Capitol City durante i Giorni Bui. Se vengono disturbate, inseguono il malcapitato e lo pungono ripetutamente. Molta gente muore, mentre chi sopravvive ha le allucinazioni e rischia di impazzire.[12]

Durante i 74esimi Hunger Games, Katniss fa cadere un alveare di aghi inseguitori addosso al gruppo dei Favoriti, causando la morte di due di loro. Katniss e gli altri tributi vengono punti e hanno le allucinazioni. In seguito, spiega che il veleno le ha fatto vedere tutte le cose che più teme, facendole credere che fossero reali.
Nel terzo libro, il veleno degli aghi inseguitori viene usato su Peeta per depistarlo, ossia per fargli credere che Katniss fosse sua nemica e fargli tentare di ucciderla. I suoi ricordi vengono distorti, e lui non riconosce più cosa sia vero e cosa invece gli sia stato fatto credere da Capitol City. I dottori del Distretto 13 cercano di curarlo invertendo il processo, e quando Peeta si riprende un po' inizia a farsi aiutare dagli amici con il gioco del vero o falso.
- Ghiandaia imitatrice: Le ghiandaie imitatrici sono degli uccelli che derivano dall'incrocio delle ghiandaie chiacchierone con gli uccelli mimo. Non hanno più la capacità di riportare interi discorsi, ma riescono a replicare perfettamente i suoni e i motivi musicali. Katniss spiega che quando andava a caccia col padre lui si divertiva ad inventare nuove canzoni per le ghiandaie imitatrici, e gli uccelli, dopo averlo ascoltato, le ripetevano sempre.[13]

Nel Distretto 11 ci sono molte ghiandaie imitatrici, e Rue dice a Katniss che alcune sono anche sue amiche e portano dei messaggi per lei, ad esempio ripetendo il motivetto di quattro note che usa per fare sapere a tutti che è ora di staccare dal lavoro, lo stesso che usa nell'arena per comunicare con Katniss.
Durante e dopo i 74esimi Hunger Games la ghiandaia imitatrice diventa il simbolo della rivolta. All'inizio della vicenda, Katniss riceve da Madge una spilla con una ghiandaia imitatrice. Tuttavia, non riconosce l'uccello rappresentato fino a quando è sul treno. Katniss dice che portare ai giochi una spilla con la ghiandaia imitatrice è una sorta di schiaffo morale per Capitol City, in quanto è un tipo di uccello che non dovrebbe nemmeno esistere. Alcuni dei componenti della commissione di controllo, inizialmente, non vorrebbero fargliela portare nell'arena, in quanto potrebbe essere usata come arma e darle un vantaggio, ma poi cambiano idea.
Nel terzo libro, Katniss accetta di essere la personificazione della ghiandaia imitatrice e, oltre alla spilla, porta un'armatura disegnata apposta da Cinna che richiama il piumaggio dell'uccello.

### Ibridi
Tramite l'ingegneria genetica, il governo di Panem è in grado di ottenere delle creature dette "ibridi", il cui DNA è una commistione tra il codice genetico di un animale e quello di un tributo deceduto: gli ibridi, infatti, presentano caratteristiche sia animali che umane, e riportano alcuni tratti somatici dei tributi da cui sono stati ottenuti, ad esempio il colore degli occhi.
- Ibridi lupo: Appaiono alla fine dei 74esimi Hunger Games, introdotti dagli Strateghi con il fine di far uscire Katniss, Peeta e Cato allo scoperto e farli combattere tra loro. Queste creature, simili a lupi, ricordavano nel colore del pelo e degli occhi altri tributi deceduti, oltre ad indossare collari con il numero del distretto. Nel gruppo di ibridi, Katniss riconosce Rue, Lux (o Glimmer nel film), Faccia di Volpe, il ragazzo del distretto 9, e Thresh. Questi ibridi sembrano a prima vista dei lupi, ma hanno delle caratteristiche decisamente umane: riescono a stare agevolmente in piedi su due zampe, hanno occhi umani e utilizzano gesti umani. Cato, caduto dalla Cornucopia per mano di Katniss, combatte per ore contro gli ibridi, finché Katniss, mossa a compassione, lo uccide con una freccia. Vengono menzionati in seguito da Peeta che racconta di aver dipinto un ritratto dell'ibrido di Lux e di aver speso tre giorni a cercare di trovare la giusta tonalità per la luce della luna sulla sua pelliccia gialla. Nell'adattamento cinematografico, questi ibridi assomigliano a dei rottweiler.

- Ibridi scimmia: Ibridi che si trovano nello spicchio dalle tre alle quattro dell'arena-orologio dei 75° Hunger Games. In La ragazza di fuoco, hanno il pelo arancione, degli artigli molto affilati e sono alte circa la metà di un essere umano.[14], mentre nell'adattamento cinematografico assomigliano a dei mandrilli. Il tributo del Distretto 6, che Katniss chiama "morfaminomane", morirà per mano di queste creature dopo aver protetto Peeta dal loro attacco.

- Ibridi lucertola: Questi ibridi appaiono in Il canto della rivolta nei tunnel sotterranei di Capitol City. Hanno dimensioni umane, la pelle bianca e denti e artigli lunghi e affilati. Verosimilmente sono stati creati per dare la caccia a Katniss, dato che sibilano il suo nome e hanno l'odore di rosa che Katniss odia perché le associa al Presidente Snow. Sono creature mortali, capaci di fare salti molto lunghi e decapitare le loro vittime con un singolo morso. Sono causa della morte di Finnick Odair, Jackson, Castor, Homes e Leeg 1. Katniss li elimina lanciando l'Olo nel tunnel sotterraneo.

- Ibridi serpente: Compaiono nel libro La Ballata dell'Usignolo e del Serpente, inizialmente come esperimenti della dottoressa Volumnia Gaul, che li portava in una gabbia per spaventare gli studenti, poi come vere e proprie armi introdotte nell'arena per vivacizzare i giochi. Moltissimi dei tributi muoiono proprio per questo, e la vincitrice, Lucy Gray Baird, sopravviverà per il fatto che Coriolanus, il suo mentore, ha fatto conoscere in precedenza l'odore della ragazza agli ibridi, che la ignoreranno. Essi infatti attaccano solo se non riconoscono qualcuno dal suo odore, come hanno fatto con Clementia (mentore del ragazzo dell'11, Mortifer), quando non l'hanno percepita su un compito che avrebbe dovuto svolgere assieme a Coriolanus ma fatto in realtà solo dal ragazzo. Il loro veleno era rapido e letale, e causava la fuoriuscita di pus luminoso dalle ferite delle vittime. Nonostante questo (come nel caso di Clementia e di alcuni senza-voce tenuti nelle gabbie del laboratorio della Gaul), si poteva sopravvivere se l'antidoto veniva somministrato abbastanza rapidamente, anche se in quel caso si sarebbero sofferti per almeno un anno pesanti effetti collaterali, quali ingiallimento degli occhi, tic motori, crescita di squame e pelle secca e desquamata.

- Ibridi dei 50° Hunger Games: Svariate mutazioni che compaiono nel libro L'alba sulla mietitura, che Capitol City introdusse nell'arena per vivacizzare la seconda Edizione della Memoria. Sebbene basati su animali normalmente innocui, essi si comportavano da predatori, attaccando in branco. Comprendevano: farfalle pungenti che causavano un forte dolore (descritto come la scossa di un taser), pipistrelli con ali trasparenti tinte di tutti i colori dell'arcobaleno, scoiattoli carnivori dal pelo dorato, cuccioli di cervo con zoccoli chiodati, coccinelle succhiasangue capaci di mimetizzarsi da bacche di agrifoglio, un porcospino delle dimensioni di un orso con aculei velenosi e uccelli rosa simili a colibrì con lunghi becchi acuminati. Molti di questi ibridi erano progettati per prendere di mira specifici tributi, ignorando così gli altri; gli uccelli responsabili della morte di Maysilee Donner, infatti, non attaccarono Haymitch nonostante i suoi tentativi di difenderla.

## Flora di Panem
- Morsi della notte: I Morsi della notte sono una varietà di bacche selvatiche molto velenose, che uccidono praticamente all'istante chiunque le ingerisca. Appaiono per la prima volta in Hunger Games, quando Peeta le raccoglie senza riconoscerle. Fortunatamente lui non le mangia e Faccia di Volpe del Distretto 5 le ruba. La ragazza muore. Peeta vorrebbe buttarle, ma Katniss lo convince a tenerle per cercare di trarre in inganno anche Cato.

Le bacche riappaiono alla fine del libro, quando la regola che ammetteva due vincitori viene revocata. Invece di combattere tra loro, Katniss convince Peeta a mangiare entrambi le bacche nello stesso momento. Gli Strateghi li fermano in tempo e proclamano entrambi vincitori.
Nell'ultimo libro, il Distretto 13 fabbrica delle pillole velenose viola scuro che chiama “morsi della notte” e ne consegna una ad ogni ribelle. Nel caso vengano catturati, devono ingoiarla subito per evitare che Capitol City possa ottenere delle informazioni da loro.
- Antidoto al veleno degli aghi inseguitori: Durante i 74esimi Hunger Games Rue usa delle foglie per curare a Katniss le punture degli aghi inseguitori. Katniss le riconosce come quelle che usa anche la madre, anche se in modo diverso. Rue le mastica e poi applica il composto di foglie e saliva direttamente sulle punture,[15] mentre la madre le usa per fare un infuso che poi fa bere al paziente. In seguito, sempre durante i Giochi, Katniss usa le stesse foglie per curare la gamba ferita di Peeta, con la speranza di evitare infezioni. Le foglie fanno uscire una gran quantità di pus, e il gonfiore della gamba diminuisce.

- Erba Katniss: Pianta acquatica che cresce intorno al Distretto 12, in particolare nei boschi e vicino al lago. Katniss Everdeen è stata chiamata così da questa pianta da suo padre. Questa si rivela una risorsa durante i 74esimi Hunger Games, quando Katniss, ferita, mangia le radici di questa pianta. Ricompare in La Ballata dell'Usignolo e del Serpente, quando Carmine ne portò un po' a Lucy Gray Baird.